# Dopisnica
Dopisnica (tudi poštna karta), je na posebnem papirju ali kartonu natisnjen obrazec, ki ima v desnem zgornjem vogalu natisnjeno vrednostno znamko in na desni polovici črte, na katere se napiše naslov prejemnika oz. naslovnika. Zadnja stran dopisnice je največkrat prazna, namenjena  za zapis sporočila oziroma korespondence s privatno ali uradno osebo. Pravico izdajanja dopisnic imajo izključno poštne uprave, ponarejanje je kaznivo. dopisnice so standardiziranih velikosti:
- veliki format  
120 krat 235mm - veliki format in 90 krat 140mm-mali format s toleranco +/- 2 mm.
Poleg dopisnic poznamo v poštnem prometu še druge oblike kart to so:
- razglednica,
- voščilnica, ki jih lahko izdajajo tudi druga podjetja in organizacije, za voščila ob velikih praznikih kot so: Božič, Velika noč, Novo leto, rojstvo, diplomiranje, poroka, godovanje, itd. Na te karte je treba nalepiti vrednostne znamke za lokalni ali mednarodni poštni promet.